# Gemuendina stuertzi
Gemuendina stuertzi (лат.  от др.-греч. γέμω +ἔνδῑνα «переполненные внутренности», stuertzi — в честь палеонтолога Bernhard Stürtz) — вид вымерших рыб из отряда ренанообразных (Rhenaniformes) класса плакодерм. Останки обнаружены в морях близ Германии в девонских отложениях.
Этот вид — яркий пример конвергентной эволюции — плоское тело с огромными крыловидными плавниками. В отличие от многих других видов плакодерм, оба глаза располагались на верхней части головы; необычное же строение рта (а тот был словно перевёрнут) позволяло хищникам засасывать добычу, имевшую неосторожность плавать над ней, не глотая при этом донный ил, как это происходило у многих родственников этого вида. Зубные пластины, в отличие от других плакодерм, были зазубрены. Панцирь состоял из мозаики неслитых костных пластинок и был чрезвычайно хрупким, из-за чего до наших дней дошло очень мало останков этой рыбы.
Все найденные сначала образцы не превышали 30 см, из-за чего шведский палеонтолог Эрик Стеншё, обнаружив в 1971 году образец длиною в 1 м, описал находку как новый, доселе неизвестный науке вид (Broilina heroldi). Лишь позже, благодаря существенному сходству 30-сантиметрового и метрового образцов, Стеншё согласился с тем, что оба образца — одного и того же вида.